# Doctor (Work It Out)
«Doctor (Work It Out)» — песня американского музыканта Фаррелла Уильямса и американской певицы Майли Сайрус, релиз которой состоялся 1 марта 2024 года на лейбле Columbia Records
(спродюсированная первым и исполненная второй). Это ауттейк, трек, не вошедший в четвёртый студийный альбом Сайрус Bangerz (2013) и первый её официальный релиз 2024 года. Также это их первое сотрудничество за последние 10 лет, до этого они работали вместе над песней «Come Get It Bae» и несколькими песнями с альбома Bangerz.

## История
Мы так верим во время и в то, что все произойдёт именно тогда, когда должно произойти. Во время церемонии вручения «Грэмми» мы с Фарлеллом говорили о выпуске песни, и мне показалось, что все произошло так удачно, и было так много совпадений и моментов, которые дали мне понять, что сейчас самое подходящее время. И иногда вещи из нашего прошлого имеют больше смысла в нашем настоящем, чем тогда. [Так что] эта песня, я думаю, природа, праздник, чувства, особенно с видео, радость, танцы, отпускание - это то, что всегда было нужно этой песне.— Cyrus, Pitchfork
Изначально песня была создана и записана Сайрус в соавторстве с Уильямсом для её четвёртого студийного альбома Bangerz (2013), но не вошла в окончательный трек-лист. Сайрус и Уильямс сотрудничали над четырьмя треками, которые были выпущены в рамках альбома, а также над синглом «Come Get It Bae» из второго студийного альбома последнего Girl (2014). Демозапись с названием «Doctor» была слита в сеть в декабре 2017 года.
Более десяти лет спустя трек был переработан и перезаписан к 2023 году и был предварительно показан 16 января 2024 года во время прямой трансляции показа мужской одежды Уильяма Louis Vuitton осень-зима на Парижской неделе моды. В феврале на сайте Сайрус и в социальных сетях появились новые фотографии из фотосессии на тему полароидов, что вызвало предположения о новой музыке. Позже в том же месяце Уильямс сделал предварительный просмотр песни в своих социальных сетях и намекнул на официальный релиз, подписав свой пост «скоро».
27 февраля Сайрус объявила название сингла как «Doctor (Work It Out)», поделилась промо-изображением и выпустила 30-секундный фрагмент в своих социальных сетях. На изображении Сайрус стоит на сером фоне и смотрит в камеру, у неё крупная причёска и она одета в синюю шубу. Название песни было выделено розовым цветом в верхней части изображения. Одновременно были размещены ссылки на предварительное сохранение песни. На следующий день Сайрус выпустила превью клипа на песню, в котором она танцует и поёт вместе с текстом, и объявила дату релиза — 1 марта 2024 года.
«Doctor (Work It Out)» это первый релиз Сайрус в 2024 году. Кроме того, это её первая совместная работа с Фаррелом Уильямсом за более чем десять лет, после «Come Get It Bae», и их пятая совместная работа.

## Композиция
В танцевальном треке, на котором отпечатались стилистические отпечатки Фарелла, Сайрус играет роль доктора любви. «Я могу быть доктором и могу быть медсестрой», — поет она. «Мне кажется, я вижу проблему, дальше будет только хуже… Просто покажи мне, где болит… Мне нужно покачать тебя, детка, пока твое тело не сгорело… Может, мы сможем это решить?».

## Отзывы
Поставив в своей рецензии четыре из пяти звезд, Ройсин О’Коннор из The Independent описала песню как «глэм-поп-рок джем» с «фанковым басовым хуком». Автор сравнила ее «мелодию и ритм» с «I Wanna Be Your Slave» группы Måneskin и назвала вступление «напоминающим вступление на „Blurred Lines“», отметив, что «Сайрус поднимает то, что могло бы быть забытым бопом, добавляя острых ощущений с придыханием и стоном».

## Награды и номинации
| Организация                     | Год  | Категория                    | Результат | Ссылка |
| ------------------------------- | ---- | ---------------------------- | --------- | ------ |
| Nickelodeon Kids’ Choice Awards | 2024 | Favorite Music Collaboration | Ожидается | [ 16 ] |

## Музыкальное видео
Музыкальный клип на песню «Doctor (Work It Out)» снят режиссёром Джейкобом Биксенманом. Премьера клипа состоялась одновременно с релизом песни на канале Сайрус Vevo на YouTube 1 марта 2024 года.

## Чарты
| Чарт (2024)                         | Высшая позиция |
| ----------------------------------- | -------------- |
| Австралия New Music Singles (ARIA)  | 20             |
| Бельгия/Валлония (Ultratop 50)      | 47             |
| Канада (Billboard Canadian Hot 100) | 41             |
| Канада (Billboard CHR/Top 40)       | 31             |
| Канада (Billboard Hot AC)           | 36             |
| Чехия (Singles Digitál Top 100)     | 90             |
| Мир (Billboard Global 200)          | 60             |
| Ирландия (IRMA)                     | 44             |
| Япония (Billboard Japan)            | 4              |
| Нидерланды (Tipparade)              | 24             |
| Новая Зеландия (RMNZ)               | 5              |
| Словакия (Rádio Top 100)            | 43             |
| Швеция (Sverigetopplistan)          | 90             |
| Швейцария (Schweizer Hitparade)     | 61             |
| Великобритания (UK Singles Chart)   | 46             |
| США (Billboard Hot 100)             | 74             |

## История релиза
| Регион | Дата         | Формат                     | Лейбл    | Ссылка        |
| ------ | ------------ | -------------------------- | -------- | ------------- |
| Мир    | 1 марта 2024 | Цифровые загрузки стриминг | Columbia | [ 33 ] [ 34 ] |
| Италия | 1 марта 2024 | Радиоротация               | Sony     | [ 35 ]        |